# Cardiovirus
Los cardiovirus son un género de virus del orden Picornavirales, en la familia Picornaviridae. Los humanos y los vertebrados sirven como huéspedes naturales. Actualmente hay tres especies en este género, incluyendo la especie tipo Cardiovirus A. La miocarditis es una enfermedad asociada a este género.
El Cardiovirus A tiene un solo serotipo, mientras que el Cardiovirus B consiste en cuatro virus que probablemente sean serológicamente distintos; estos son el virus de la encefalomielitis murina de Theiler (TMEV por sus siglas en inglés), el virus de la encefalomielitis humana de Vilyuisk (VHEV por sus siglas en inglés ), un virus de rata parecido al de Theiler (TRV por sus siglas en inglés) (que aún no ha sido nombrado) y el virus de Saffold (SAF-V).

## Estructura
Los virus en Cardiovirus no tienen envoltura, con geometrías icosaédricas, esféricas y redondas, y simetría T=pseudo3. El diámetro es de alrededor de 30 nm. Los genomas son lineales y no segmentados, alrededor de 7.8kb de longitud.
| Género      | Estructura  | Simetría   | Cápside     | Disposición genómica | Segmentación genómica |
| ----------- | ----------- | ---------- | ----------- | -------------------- | --------------------- |
| Cardiovirus | Icosahedral | Pseudo T=3 | No envuelto | Lineal               | Monopartido           |

## Ciclo de vida
La replicación viral es citoplasmática. La entrada en la célula anfitriona se logra mediante la unión del virus a los receptores del huésped, lo que media la endocitosis. La replicación sigue el modelo de replicación del virus de ARN de cadena positiva. La transcripción del virus ARN de cadena positiva es el método de transcripción. La traducción tiene lugar mediante el desplazamiento del marco ribosomal -1, la iniciación viral y la omisión ribosomal. El virus sale de la célula anfitriona por lisis y viroporinas. Los humanos y los vertebrados sirven como el huésped natural. Las rutas de transmisión son la zoonosis y el fómite.
El extremo 3' del genoma codifica una cola de poliA, mientras que el extremo 5' codifica una proteína vinculada al genoma. Una característica única de este género es la presencia de la proteína L* que está hecha de un marco de la poliproteína y está presente en el subgrupo DA del TMEV. Se ha descubierto que es importante para la patogénesis del virus.
En el caso del Cardiovirus A, el virus puede causar encefalitis y miocarditis, sobre todo en roedores, que son huéspedes naturales. El virus se transmite de los roedores a otros animales. Se han visto epidemias severas en cerdos y elefantes.
La replicación de los cardiovirus depende de un elemento de ARN estructurado llamado elemento de replicación cis-actuación del cardiovirus (CRE por sus siglas en inglés). 
| Género      | Detalles del anfitrión | Tropismo tisular                      | Detalles de entrada              | Detalles de liberación | Lugar de replicación | Lugar de la formación | Transmisión      |
| ----------- | ---------------------- | ------------------------------------- | -------------------------------- | ---------------------- | -------------------- | --------------------- | ---------------- |
| Cardiovirus | Humanos; vertebrados   | Tracto gastrointestinal; SNC; Corazón | Endocitosis del receptor celular | Lisis                  | Citoplasma           | Citoplasma            | Zoonosis; fómite |

## Clínica
Los cardiovirus humanos fueron aislados por primera vez en 1981. Desde entonces se han descrito siete aislamientos más. Se han asociado con gastroenteritis, síntomas similares a los de la gripe y parálisis flácida aguda no asociada a la poliomielitis en América del Norte, Europa y Asia meridional.
Otros cardiovirus patógenos aislados en humanos incluyen el virus de la fiebre del valle Syr-Darya y el virus de la encefalomielitis humana Vilyuisk.